# Handdroger

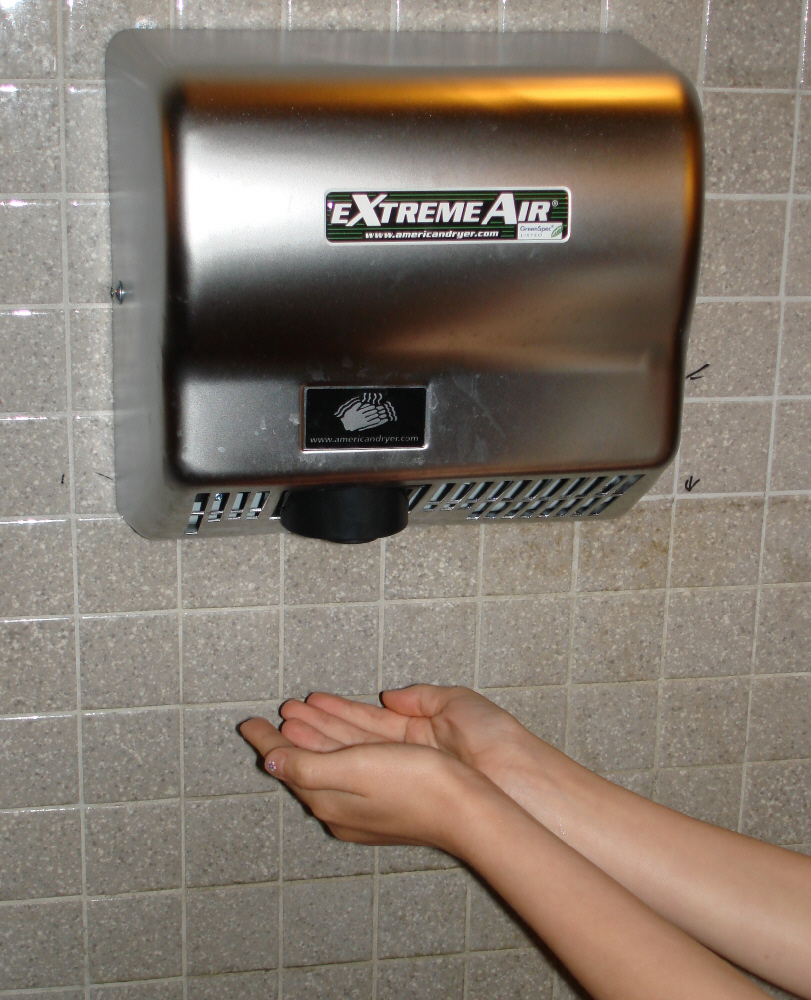
Handdroger: een warme luchtstroom verdampt het water op de handen.

Een handdroger is een elektrisch apparaat dat gebruikt kan worden om de handen te drogen.
Het apparaat blaast warme/koude (verschilt per droger) lucht over de handen, waardoor het daarop aanwezige water verdampt. Het schakelt aan door een druk op de knop of doordat een sensor waarneemt dat er een hand onder/in het apparaat wordt gestoken. Ook bestaan er handdrogers waar men zijn handen in moet steken en ze er daarna langzaam uit moet trekken terwijl het water letterlijk van de handen geblazen wordt.
Handdrogers worden vaak toegepast in openbare toiletten. Ze danken hun populariteit aldaar aan het feit dat ze weinig onderhoud vergen, alleen stroom nodig hebben en niet te hoeven worden bijgevuld, en daarom in gebruik goedkoper zijn dan bijvoorbeeld papieren handdoeken. Met betrekking tot de hygiëne zijn er wisselende resultaten. Sommige onderzoeken geven aan dat deze niet hygiënisch zouden zijn, anderen spreken dat tegen wanneer men handdoeksystemen voor eenmalig gebruik vergelijkt met handdrogers met warme lucht.

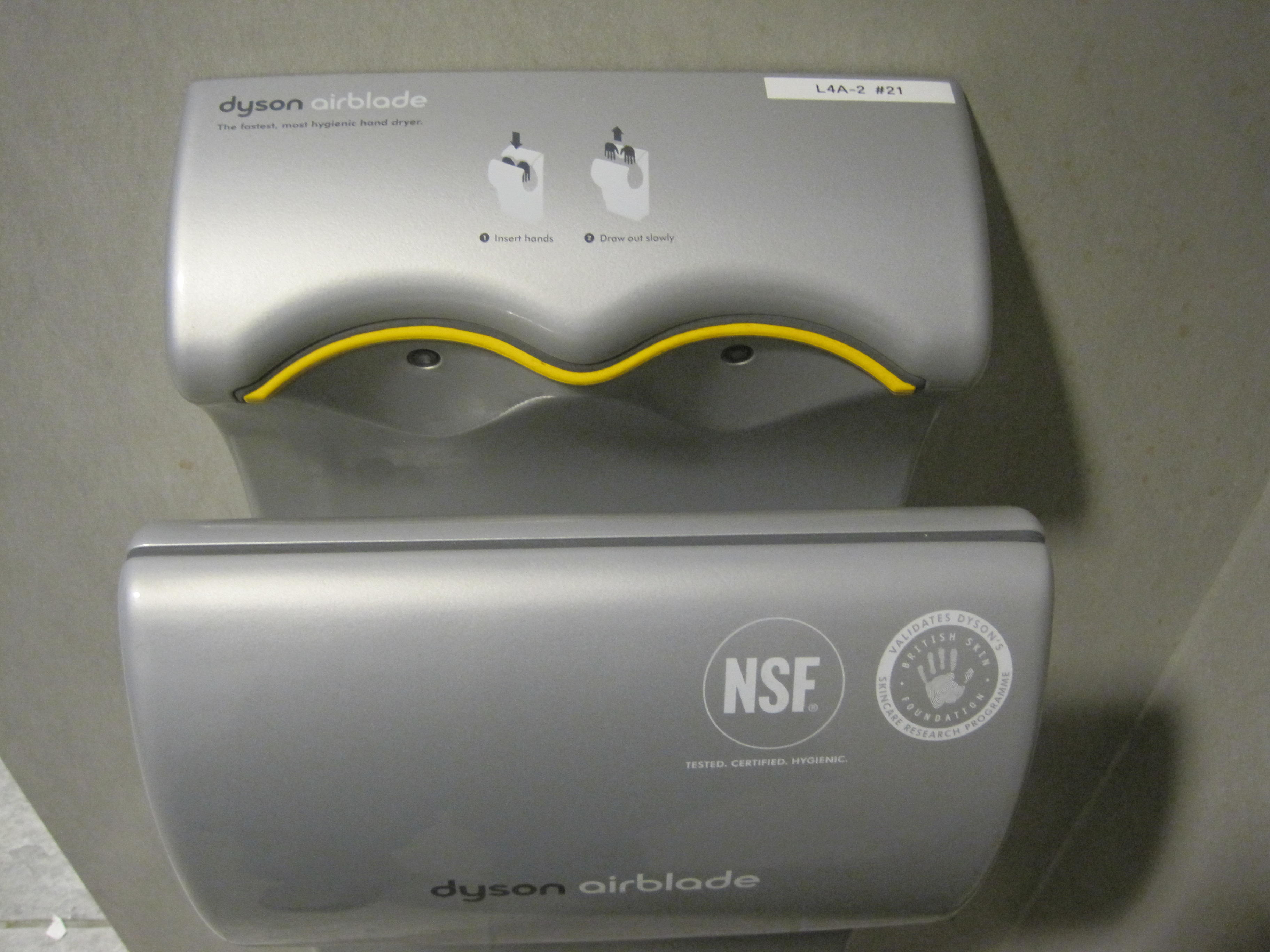
Handdroger waar de handen ingestoken en langzaam uitgehaald moeten worden. De hoge snelheid van de lucht blaast het water van de handen.